# Emil Lindholm
Emil Lindholm (Helsinki, 19 luglio 1996) è un pilota di rally finlandese, figlio dell'ex pilota di rally Sebastian Lindholm, nel 2021 ha vinto il Campionato Finlandese di Rally e nel 2022 il titolo mondiale nel WRC-2.

## Carriera

### Campionato del mondo rally (WRC)
Lindholm esordisce nel Campionato del mondo rally durante il Rally di Polonia 2017 a guida della Ford Fiesta R2T. Lo stesso anno partecipa anche al Rally di Finlandia. Dopo aver corso nel 2018 solo nel Rally di Finlandia nel 2019 con la Volkswagen Polo GTI R5 partecipa a tre round del Campionato del mondo rally. 
Nel 2020 Lindholm passa alla guida la Škoda Fabia Rally2 evo. Nel 2021 vince il Rally di Finlandia nella classe WRC3 ed chiude decimo nella classifica generale ottenendo così il primo punto nel WRC. Lindholm si ripete vincendo anche il Rally di Catalogna. Nel 2022 vince il Rally di Croazia nella classe WRC2 Junior ed chiude nono in classifica generale. Nel resto della stagione ottiene due vittorie nella classe WRC2, questi risultati portano Lindholm a vincere il titolo nella classe WRC2 e nella WRC2 junior.

## Vittoria nel mondiale rally

### WRC-3
| # | Stagione | Evento             | Co-pilota        | Auto                   | Squadra                   |
| - | -------- | ------------------ | ---------------- | ---------------------- | ------------------------- |
| 1 | 2021     | Rally di Croazia   | Mikael Korhonen  | Škoda Fabia Rally2 evo | Toksport World Rally Team |
| 2 | 2021     | Rally di Finlandia | Reeta Hämäläinen | Škoda Fabia Rally2 evo | TGS Worldwide             |
| 3 | 2021     | Rally di Catalogna | Reeta Hämäläinen | Škoda Fabia Rally2 evo | Toksport World Rally Team |

### WRC-2
| # | Stagione | Evento              | Co-pilota        | Auto                   | Squadra        |
| - | -------- | ------------------- | ---------------- | ---------------------- | -------------- |
| 1 | 2022     | Rally di Finlandia  | Reeta Hämäläinen | Škoda Fabia Rally2 Evo | Toksport WRT 2 |
| 2 | 2022     | Rally dell'Acropoli | Reeta Hämäläinen | Škoda Fabia Rally2 Evo | Toksport WRT 2 |

### WRC-2 Junior
| # | Stagione | Evento              | Co-pilota        | Auto                   | Squadra        |
| - | -------- | ------------------- | ---------------- | ---------------------- | -------------- |
| 1 | 2022     | Rally di Croazia    | Reeta Hämäläinen | Škoda Fabia Rally2 Evo | Toksport WRT 2 |
| 2 | 2022     | Rally d'Estonia     | Reeta Hämäläinen | Škoda Fabia Rally2 Evo | Toksport WRT 2 |
| 3 | 2022     | Rally di Finlandia  | Reeta Hämäläinen | Škoda Fabia Rally2 Evo | Toksport WRT 2 |
| 4 | 2022     | Rally dell'Acropoli | Reeta Hämäläinen | Škoda Fabia Rally2 Evo | Toksport WRT 2 |

## Risultati nel mondiale rally

### Risultati WRC
| 2017 | Scuderia | Vettura         |  |  |  |  |  |  |  |    |     |  |  |  |  |  |  |  | Punti | Pos. |
| ---- | -------- | --------------- |  |  |  |  |  |  |  | -- | --- |  |  |  |  |  |  |  | ----- | ---- |
| 2017 |          | Ford Fiesta R2T |  |  |  |  |  |  |  | 35 | Rit |  |  |  |  |  |  |  | 0     |      |

| 2018 | Scuderia   | Vettura        |  |  |  |  |  |  |  |    |  |  |  |  |  |  |  |  | Punti | Pos. |
| ---- | ---------- | -------------- |  |  |  |  |  |  |  | -- |  |  |  |  |  |  |  |  | ----- | ---- |
| 2018 | Printsport | Škoda Fabia R5 |  |  |  |  |  |  |  | 40 |  |  |  |  |  |  |  |  | 0     |      |

| 2019 | Scuderia | Vettura                |  |    |  |  |  |  |    |  |  |  |  |  |    |  |  |  | Punti | Pos. |
| ---- | -------- | ---------------------- |  | -- |  |  |  |  | -- |  |  |  |  |  | -- |  |  |  | ----- | ---- |
| 2019 |          | Volkswagen Polo GTI R5 |  | 12 |  |  |  |  | 11 |  |  |  |  |  | 13 |  |  |  | 0     |      |

| 2020 | Scuderia | Vettura                |  |    |  |  |  |  |    |  |  |  |  |  |  |  |  |  | Punti | Pos. |
| ---- | -------- | ---------------------- |  | -- |  |  |  |  | -- |  |  |  |  |  |  |  |  |  | ----- | ---- |
| 2020 |          | Škoda Fabia Rally2 evo |  | 11 |  |  |  |  | 11 |  |  |  |  |  |  |  |  |  | 0     |      |

| 2021 | Scuderia | Vettura                |  |     |    |    |     |  |     |  |    |    |    |  |  |  |  |  | Punti | Pos. |
| ---- | -------- | ---------------------- |  | --- | -- | -- | --- |  | --- |  | -- | -- | -- |  |  |  |  |  | ----- | ---- |
| 2021 |          | Škoda Fabia Rally2 evo |  | Rit | 13 | 27 | Rit |  | Rit |  | 14 | 10 | 12 |  |  |  |  |  | 1     | 32º  |

| 2022 | Scuderia       | Vettura                |  |    |   |  |  |  |    |   |  |   |  |    |   |  |  |  | Punti | Pos. |
| ---- | -------------- | ---------------------- |  | -- | - |  |  |  | -- | - |  | - |  | -- | - |  |  |  | ----- | ---- |
| 2022 | Toksport WRT 2 | Škoda Fabia Rally2 evo |  | 32 | 9 |  |  |  | 10 | 8 |  | 7 |  | 14 | 9 |  |  |  | 16    | 15º  |

| 2023 | Scuderia                        | Vettura                                     |  |    |   |    |  |     |  |    |    |  |     |     |  |  |  |  | Punti | Pos. |
| ---- | ------------------------------- | ------------------------------------------- |  | -- | - | -- |  | --- |  | -- | -- |  | --- | --- |  |  |  |  | ----- | ---- |
| 2023 | Toksport WRT Hyundai Motorsport | Škoda Fabia Rally2 evo Hyundai i20 N Rally2 |  | 16 | 7 | 11 |  | Rit |  | 11 | 20 |  | Rit | Rit |  |  |  |  | 6     | 21º  |

| 2024 | Scuderia | Vettura              |  |    |  |    |  |    |  |     |    |  |  |  |  |  |  |  | Punti | Pos. |
| ---- | -------- | -------------------- |  | -- |  | -- |  | -- |  | --- | -- |  |  |  |  |  |  |  | ----- | ---- |
| 2024 |          | Hyundai i20 N Rally2 |  | 12 |  | 18 |  | 46 |  | Rit | 55 |  |  |  |  |  |  |  | 0     |      |

| 2025 | Scuderia     | Vettura               |  |  |  |    |  |     |    |  |    |  |  |  |  |  |  |  | Punti | Pos. |
| ---- | ------------ | --------------------- |  |  |  | -- |  | --- | -- |  | -- |  |  |  |  |  |  |  | ----- | ---- |
| 2025 | Toksport WRT | Škoda Fabia RS Rally2 |  |  |  | 14 |  | Rit | 13 |  | 15 |  |  |  |  |  |  |  | 0     |      |

| Legenda | 1º posto | 2º posto | 3º posto | A punti | Senza punti | Ritirato | Squalificato | NP=Non partito C=Gara cancellata | Apice=Power stage |

### Risultati WRC2
| 2018 | Scuderia   | Vettura        |  |  |  |  |  |  |  |    |  |  |  |  |  |  |  |  | Punti | Pos. |
| ---- | ---------- | -------------- |  |  |  |  |  |  |  | -- |  |  |  |  |  |  |  |  | ----- | ---- |
| 2018 | Printsport | Škoda Fabia R5 |  |  |  |  |  |  |  | 11 |  |  |  |  |  |  |  |  | 0     |      |

| 2019 | Scuderia | Vettura                |  |   |  |  |  |  |   |  |  |  |  |  |   |  |  |  | Punti | Pos. |
| ---- | -------- | ---------------------- |  | - |  |  |  |  | - |  |  |  |  |  | - |  |  |  | ----- | ---- |
| 2019 |          | Volkswagen Polo GTI R5 |  | 2 |  |  |  |  | 7 |  |  |  |  |  | 2 |  |  |  | 42    | 10º  |

| 2022 | Scuderia       | Vettura                |  |    |   |  |  |  |   |   |  |   |  |   |   |  |  |  | Punti | Pos. |
| ---- | -------------- | ---------------------- |  | -- | - |  |  |  | - | - |  | - |  | - | - |  |  |  | ----- | ---- |
| 2022 | Toksport WRT 2 | Škoda Fabia Rally2 evo |  | 14 | 3 |  |  |  | 3 | 1 |  | 1 |  | 4 | 3 |  |  |  | 116   | 1º   |

| 2023 | Scuderia                        | Vettura                                     |  |    |   |   |  |  |  |   |     |  |     |     |  |  |  |  | Punti | Pos. |
| ---- | ------------------------------- | ------------------------------------------- |  | -- | - | - |  |  |  | - | --- |  | --- | --- |  |  |  |  | ----- | ---- |
| 2023 | Toksport WRT Hyundai Motorsport | Škoda Fabia Rally2 evo Hyundai i20 N Rally2 |  | 72 | 2 | 3 |  |  |  | 3 | 131 |  | Rit | Rit |  |  |  |  | 62    | 9º   |

| 2024 | Scuderia | Vettura              |  |   |  |   |  |    |  |     |    |  |  |  |  |  |  |  | Punti | Pos. |
| ---- | -------- | -------------------- |  | - |  | - |  | -- |  | --- | -- |  |  |  |  |  |  |  | ----- | ---- |
| 2024 |          | Hyundai i20 N Rally2 |  | 7 |  | 8 |  | 24 |  | Rit | 20 |  |  |  |  |  |  |  | 10    | 29º  |

| 2025 | Scuderia     | Vettura               |  |  |  |   |  |     |   |  |   |  |  |  |  |  |  |  | Punti | Pos. |
| ---- | ------------ | --------------------- |  |  |  | - |  | --- | - |  | - |  |  |  |  |  |  |  | ----- | ---- |
| 2025 | Toksport WRT | Škoda Fabia RS Rally2 |  |  |  | 6 |  | Rit | 7 |  | 4 |  |  |  |  |  |  |  | 26    |      |

| Legenda | 1º posto | 2º posto | 3º posto | A punti | Senza punti | Ritirato | Squalificato | NP=Non partito C=Gara cancellata | Apice=Power stage |

### Risultati WRC-2 Junior
| 2022 | Scuderia       | Vettura                |  |   |   |  |  |  |   |   |  |   |  |   |   |  |  |  | Punti | Pos. |
| ---- | -------------- | ---------------------- |  | - | - |  |  |  | - | - |  | - |  | - | - |  |  |  | ----- | ---- |
| 2022 | Toksport WRT 2 | Škoda Fabia Rally2 evo |  | 6 | 1 |  |  |  | 1 | 1 |  | 1 |  | 2 | 2 |  |  |  | 144   | 1º   |

| Legenda | 1º posto | 2º posto | 3º posto | A punti | Senza punti | Ritirato | Squalificato | NP=Non partito C=Gara cancellata | Apice=Power stage |

### Risultati WRC3
| 2017 | Scuderia | Vettura         |  |  |  |  |  |  |  |    |     |  |  |  |  |  |  |  | Punti | Pos. |
| ---- | -------- | --------------- |  |  |  |  |  |  |  | -- | --- |  |  |  |  |  |  |  | ----- | ---- |
| 2017 |          | Ford Fiesta R2T |  |  |  |  |  |  |  | 10 | Rit |  |  |  |  |  |  |  | 1     | 16º  |

| 2020 | Scuderia | Vettura                |  |   |  |  |  |  |   |  |  |  |  |  |  |  |  |  | Punti | Pos. |
| ---- | -------- | ---------------------- |  | - |  |  |  |  | - |  |  |  |  |  |  |  |  |  | ----- | ---- |
| 2020 |          | Škoda Fabia Rally2 evo |  | 2 |  |  |  |  | 4 |  |  |  |  |  |  |  |  |  | 30    | 5º   |

| 2021 | Scuderia | Vettura                |  |     |   |    |     |  |     |  |   |   |   |  |  |  |  |  | Punti | Pos. |
| ---- | -------- | ---------------------- |  | --- | - | -- | --- |  | --- |  | - | - | - |  |  |  |  |  | ----- | ---- |
| 2021 |          | Škoda Fabia Rally2 evo |  | Rit | 1 | 10 | Rit |  | Rit |  | 3 | 1 | 1 |  |  |  |  |  | 73    | 3º   |

### Risultati Junior WRC[n 1]
| 2017 | Scuderia | Vettura         |  |  |  |  |  |  |  |    |      |  |  |  |  |  |  |  | Punti | Pos. |
| ---- | -------- | --------------- |  |  |  |  |  |  |  | -- | ---- |  |  |  |  |  |  |  | ----- | ---- |
| 2017 |          | Ford Fiesta R2T |  |  |  |  |  |  |  | 81 | Rit1 |  |  |  |  |  |  |  | 6     | 9º   |

## Palmarès
- Campionato Finlandese di Rally (2021)
- World Rally Championship-2 (2022)
- WRC-2 Junior (2022)